# چتی‌ها

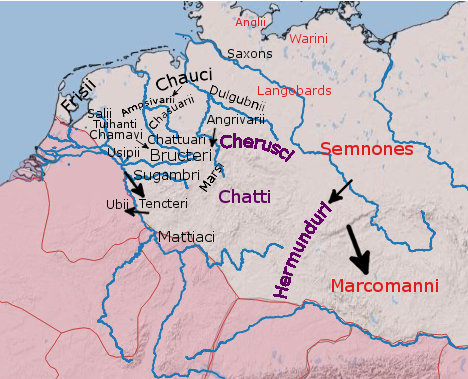
سرزمین‌های ژرمن‌ها که بر اساس نوشته های نویسندگان رومی-یونانی در قرن یک ترسیم شده است.

چَتی یا کتی یا شاتی (همچنین Chatthi یا Catti) یک قبیله باستانی ژرمنی بود که در ژرمانیای اولیا (بالا) قرار داشت.

## تاریخ ابتدایی
در درازای تاریخ و اروپای ماقبل تاریخ قبیله‌های ژرمنی از دوران پارینه سنگی تا عصر آهن، ابزار آلات و سلاح‌های سنگی و آهنی را از خود به جا گذاشته‌اند (گواه بر وجود این مردمان).

## ذکر در منابع معتبر
زمانی که ژولیوس سزار (100-44 قبل از میلاد) از کرانه‌های شرقی راین عبور کرد،در یادداشت های خود، نامی از قبیله چَتی نبرده‌ است. او البته از قبیله سوئبی نوشته‌است که آنها از سرزمین‌های خود در سلت به سمت شمال هسّه رانده شده‌اند. البتهپلینی بزرگ، در کتاب خود با عنوان تاریخ طبیعی (نوشته شده 77-79 میلادی) نوشته که چتی‌ها با سوئبی‌ها یا سایر اقوام نزدیک دارای کنفدراسیون‌هایی بوده‌اند.

## مکان‌هایی که بعد از این قبیله گذاشته شده‌اند
- هسه: به احتمال زیاد این نام در زبان ژرمنی سابق از تغییر تلفظ چَتی گرفته شده باشد.[۳][۴]
- کاسل: این نام از روی قلعه باستانی Castellum Cattorum، که محل دفاعی چتی‌ها بود.
- کاتویک: از ترکیب نام‌های چاتی و ویک هلندی، «دهکده / شهرک»
- کتسن البوگتن: تاریخ نگاران حدس می‌زنند که این اسم از Cattimelibocus برگرفته شده که ترکیبی از دو کلمه: Chatti و Melibokus، یک نام عمومی رومی برای «کوه‌ها» بوده‌است.[۵][۶]
- Mont des Cats